# エラスムス (聖人)
聖エラスムス（Erasmus, ? - 303年頃）は、カトリック教会および正教会で崇敬される聖人・殉教者（致命者）。カトリックの聖人暦では聖エラスモ司教殉教者。フォルミアのエラスムス、アンティオキアのエラスムス、英語では聖エルモ（Elmo）とも呼ばれる。

## 来歴
ヤコブス・デ・ウォラギネの『レゲンダ・アウレア』によれば、フォルミアの司教であったとされる。生きながら腸を巻き取られるという拷問を受け、殉教した。祝日は6月2日。エラスムスが祈りを捧げると落雷から守られたという言い伝えから、雷から守ってくれるよう、取りなしを船乗りたちが願ったことから、船乗りの守護聖人となった。
6世紀にローマ教皇グレゴリウス1世は、エラスムスの聖遺物がフォルミアに保存されていると記録している。842年にフォルミアがサラセン人によって襲撃されると、聖遺物はガエータへ移された。そのために、エラスムスはフォルミアとガエータの守護聖人でもある。
救難聖人のひとりとして15世紀には様々に描かれた。
聖人の聖遺物は、枢機卿アルブレヒト・フォン・ブランデンブルクによってドイツのハレ近郊の教会にもたらされ、マティアス・グリューネヴァルトは 1521年から1523年にかけてこの枢機卿をモデルに、豪華な衣装をまとった等身大の聖人像を描いた。